# Teodoro Svetoslav di Bulgaria
Teodoro Svetoslav di Bulgaria (in bulgaro Тодор Светослав?, Todor Svetoslav ma anche Теодор Светослав, Teodor Svetoslav; ... – 1322) è stato un sovrano bulgaro che regnò come zar della Bulgaria dal 1300 alla sua morte.
La sua data di nascita è sconosciuta. Fu un sovrano saggio e capace che portò la stabilità e la prosperità relativa all'impero bulgaro, dopo due decenni di costante intervento mongolo nelle questioni interne dell'Impero. Il regno di Teodoro Svetoslav ebbe inizio con il ritorno della Bessarabia meridionale alla Bulgaria e pochi anni dopo riuscì egli a sconfiggere i bizantini e a riprendere la maggior parte del nord della Tracia, occupata durante la crisi. Dopo il 1307 guidò una politica pacifica verso tutti i vicini che portò all'espansione del commercio e dell'economia.
Oltre ai suoi successi esterni ed economici, Teodoro Svetoslav affrontò i separatisti tra la nobiltà, tra cui suo zio. Perseguitò i traditori che riteneva fossero responsabili dell'interferenza dei mongoli e anche il patriarca, Gioacchino III, venne giustiziato.

## Biografia
Era figlio di Giorgio I di Bulgaria e Maria. Subito dopo la salita al trono di Ivan Asen III, nel 1279, suo padre divorziò per sposare la sorella del nuovo imperatore. Maria e Teodoro Svetoslav vennero inviati presso l'impero bizantino come ostaggi e si stabilirono a Nicea.
Con l'ascesa di Giorgio I al trono, nel 1280, non vi furono cambiamenti, ma nel 1281 Teodoro venne promesso sposo (in assenza) a una figlia del sebastocratore Giovanni I Ducas di Tessaglia come controparte di un'alleanza diplomatica. La giovane sposa si recò a Tărnovo, ma non incontrò il promesso sposo.
Nel 1284 Giorgio I concluse un nuovo trattato con Andronico II Paleologo e recuperò la sua prima moglie, mentre Teodoro Svetoslav in un primo momento rimase ostaggio. Lo stesso trattato richiese la rottura dell'alleanza con la Tessaglia e la promessa sposa di Teodoro Svetoslav venne inviata a Bisanzio. Fu solo nel 1285 che il Patriarca di Bulgaria Gioacchino III, giunse a Costantinopoli e organizzò il rilascio di Teodoro Svetoslav, che ora avrebbe dovuto sposare una figlia dell'alto funzionario di corte Giovanni Sinadeno. Non si hanno informazioni se questo matrimonio si materializzò.
In Bulgaria, Teodoro Svetoslav divenne co-imperatore di suo padre, che emise le monete rappresentate a fianco. Tuttavia, dopo un'incursione mongola particolarmente devastante, Giorgio spedì suo figlio come ostaggio a Nogai Khan, il leader effettivo dell'Orda d'Oro mongola intorno al 1289. Forse in relazione con lo stesso evento, una sua sorella, di cui si conosce il nome, sposò il figlio di Nogai, Čaka. Durante parte del suo esilio, Teodoro Svetoslav divenne povero e cercò di migliorare le sue fortune sposando la ricca Eufrosina, la figlioccia della moglie di Nogai Eufrosina Paleologa, che era lei stessa una figlia illegittima dell'imperatoreMichele VIII Paleologo.
Teodoro Svetoslav acquisì visibilità nel 1298 o 1299, quando accompagnò il cognato Chaka in un'invasione della Bulgaria. La reggenza di Ivan II fuggì da Tărnovo nel 1299 e Teodoro contribuì a convincere la nobiltà bulgara ad accettare Chaka come sovrano. Tuttavia, gli eserciti del khan dell'Orda d'Oro, Tokta, entrarono in Bulgaria all'inseguimento del loro nemico Čaka e Teodoro prontamente organizzò un complotto, depose Chaka e lo strangolò in prigione nel 1300. Divenne quindi imperatore di Bulgaria e inviò la testa mozzata di Čaka come regalo a Tokta, che si ritirò, con il suo esercito, dal paese.

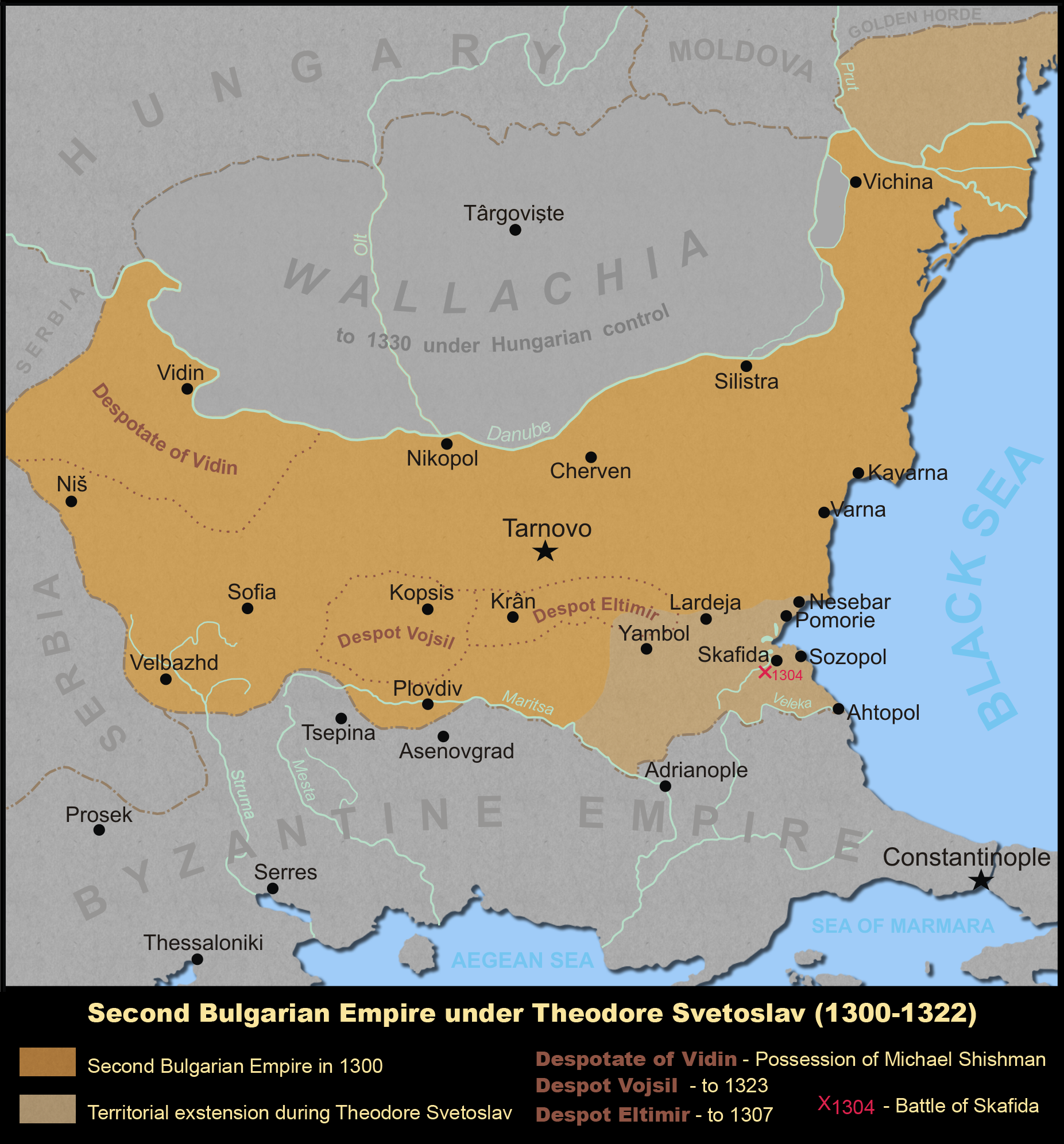
Il secondo impero bulgaro sotto Teodoro Svetoslav

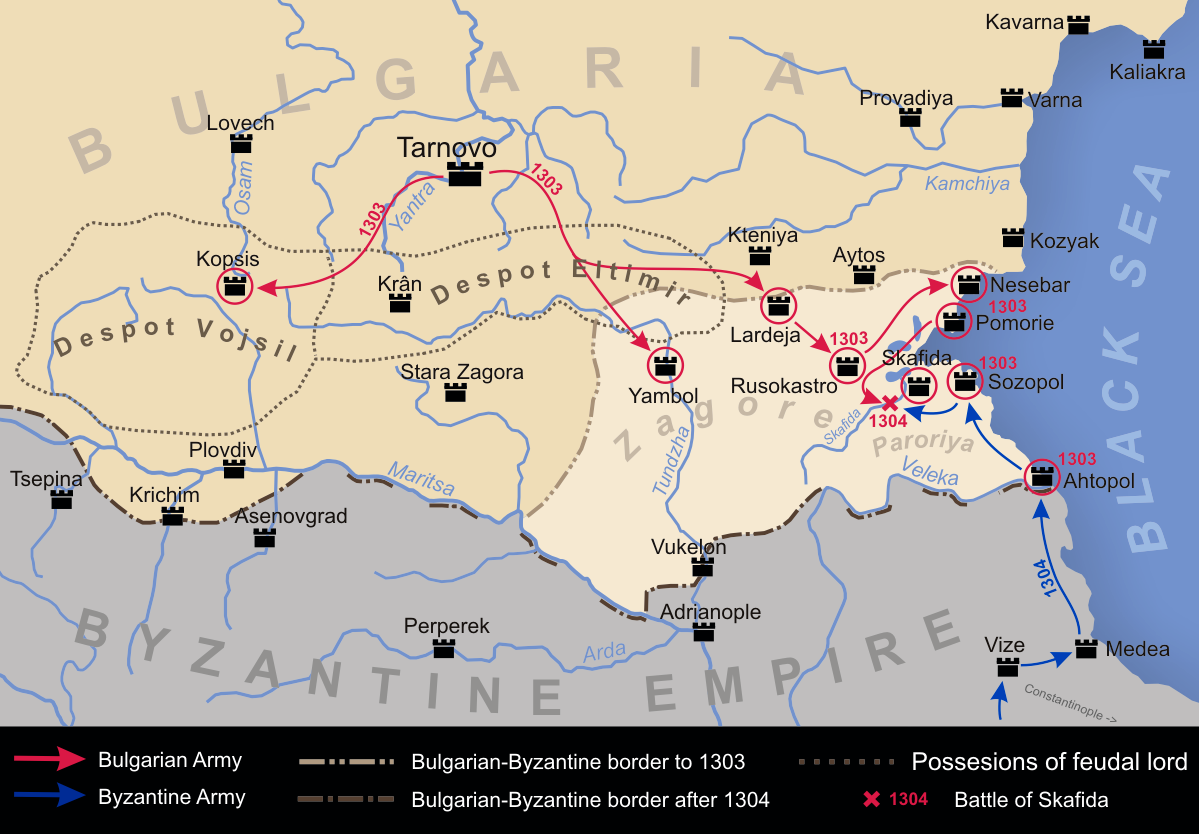
Campagne militari di Teodoro Svetoslav (1303-1304)

Il regno di Teodoro Svetoslav era collegato alla stabilizzazione interna e alla pacificazione del paese, alla fine della signoria mongola e alla riaffermazione del controllo centrale, relativamente efficace, sulle province periferiche con il recupero di porzioni di Tracia perse dall'Impero bizantino nelle guerre contro Ivailo di Bulgaria.
Teodoro perseguì una politica senza scrupoli, che puniva tutti coloro che trovava sulla sua strada, tra cui il suo ex benefattore, patriarca Gioacchino III, che venne accusato di tradimento e giustiziato. Di fronte alla brutalità del nuovo imperatore, alcune fazioni nobili cercarono di sostituirlo con altri pretendenti al trono, sostenuti da Andronico II. Un nuovo attore apparve nella persona del sebastocratore Radoslav Vojsil, da Sredna Gora, un fratello del precedente imperatore Smilec, che era stato sconfitto e catturato dallo zio di Teodoro Svetoslav, il despota Aldimir (Eltimir), a Kran intorno al 1301. Un altro pretendente era l'ex imperatore Michele Asen II, che tentò senza successo di avanzare in Bulgaria, con un esercito bizantino intorno al 1302. Teodoro Svetoslav scambiò tredici ufficiali bizantini di alto rango, catturati in battaglia, con suo padre Giorgio I, il quale si stabilì, conducendo una vita di lusso, in una città non identificata.
Come conseguenza delle sue vittorie, Teodoro si sentì abbastanza tranquillo da passare all'offensiva, dal 1303, conquistando le fortezze del nord della Tracia, tra cui Mesembria (Nesebăr), Anchialos (Pomorie), Sozopolis (Sozopol), e Agathopolis (Agatopoli) nel 1304. Il contrattacco bizantino non riuscì e alla battaglia di Skafida, vicino a Poros (Burgas), il co-imperatore Michele IX Paleologo fu costretto alla fuga. Tuttavia, la guerra continuò, con Michele IX e Teodoro Svetoslav che saccheggiavano a turno le terre di l'un l'altro. Nel seguito, nel 1305, zio di Teodoro, Aldimir sembra avesse avviato negoziati con i bizantini e Teodoro annesse anche le terre dello zio. Nel 1306 si assicurò i servizi dei ribelli Alani, mercenari dei bizantini, che si stabilirono in Bulgaria fecero delle offerte, fallite, ai mercenari della Compagnia Catalana, che si erano ribellati contro i bizantini. La guerra si concluse con un trattato di pace, nel 1307, cementato dal matrimonio tra il vedovo Teodoro Svetoslav e Teodora, una figlia del co-imperatore Michele IX Paleologo.
Fino alla fine della sua vita Teodoro rimase in pace con i suoi vicini. La sua riaffermazione del controllo centrale sulle province periferiche, come Vidin fu probabilmente pacifica e il recupero scarsamente documentato del Banato di Severin dal Regno d'Ungheria dovrebbe essere stato raggiunto durante le lotte dinastiche in quel paese. Nel 1318 il re serbo Stefano Uroš II Milutin visitò Tărnovo, a dispetto della sua precedente alleanza con Andronico II e del suo divorzio dalla sorella di Teodoro, Anna.
L'unico segno di nuove ostilità furono due incursioni mongole nella Tracia bizantina nel 1320 e 1321, ma queste vennero probabilmente realizzate con la cooperazione bulgara ed erano collegate all'inizio della guerra civile tra Andronico II Paleologo e suo nipote Andronico III Paleologo. In realtà, Teodoro inviò appoggio militare al cognato di Andronico III, presumibilmente nella speranza di intrappolare e catturare il suo alleato.
Teodoro morì nei primi mesi del 1322 e gli succedette il figlio, Giorgio II di Bulgaria.